# 아시가와촌
아시가와촌(芦川村)은 야마나시현 니시야쓰시로군에 존재했던 촌이다.
2006년 8월 1일, 후에부키시 편입 합병으로 동촌 및 히가시야쓰시로군은 소멸되었다.

## 개요

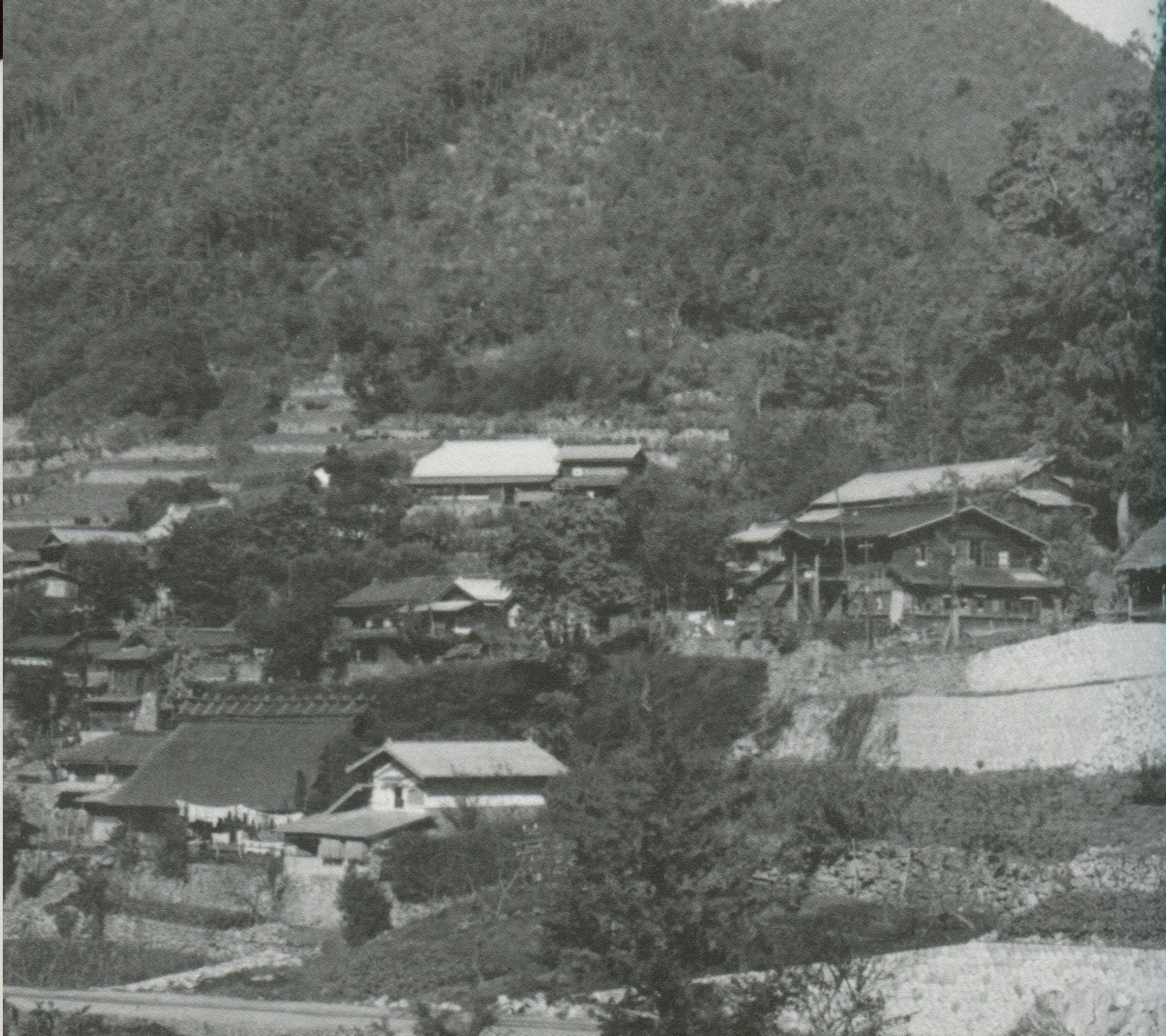
1959년 무렵의 마을 중심부

고후 분지와 후지산 사이의 미사카 산지 중앙부에 있는 산촌이며, 후에후키시와의 편입 합병 직전에는 현내 지자체에서 가장 인구가 적었다.

## 기후
연평균 기온이 10.4℃이며, 이는 현청 소재지인 고후시와의 평균 기온과 약 3도 정도 차이가 난다. 여름은 냉량하지만 겨울은 눈이 온다. 풍향은 아시카와강을 따라 동풍과 서풍이 강하다

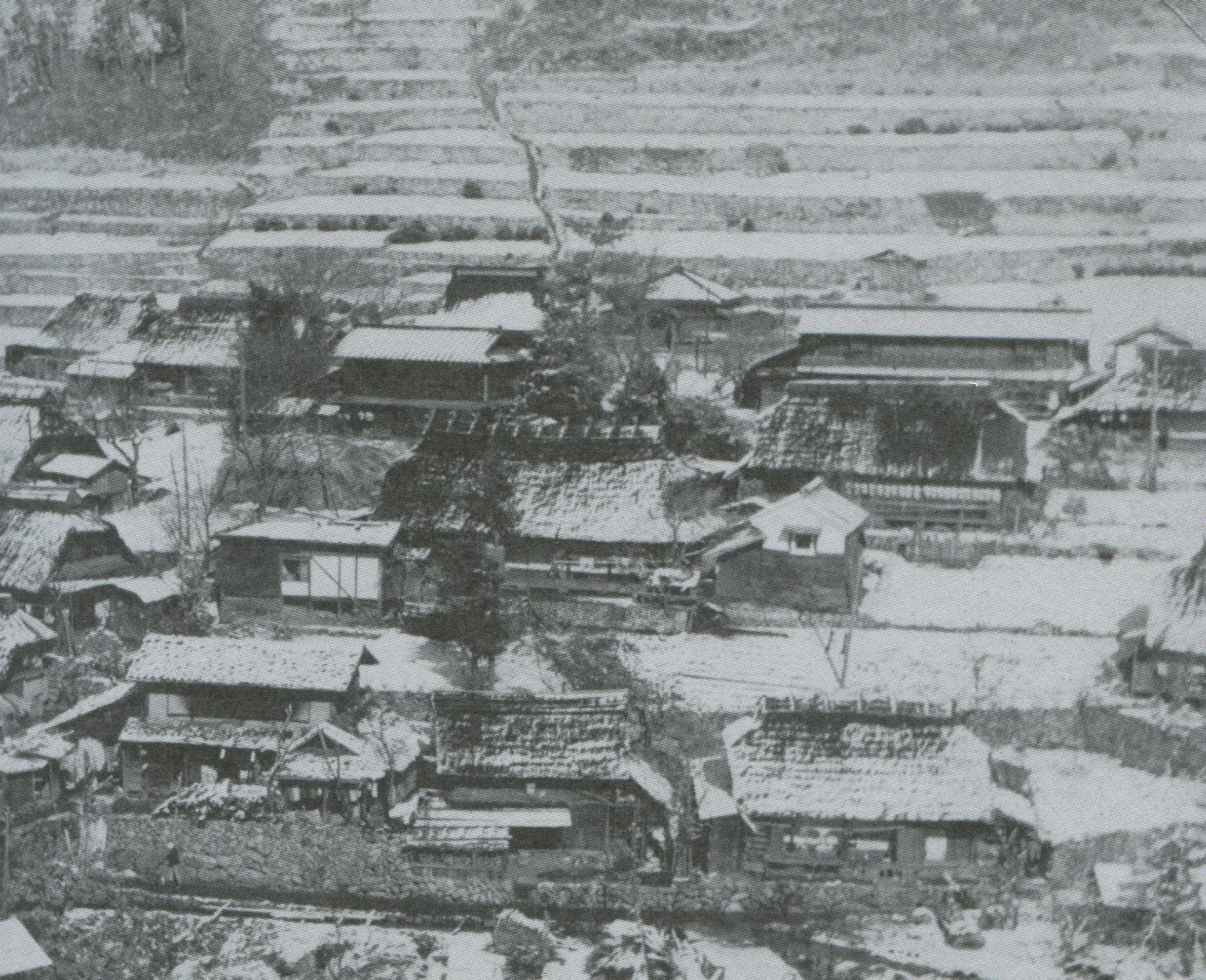
겨울철에는 눈에 갇히다
1945년경에 촬영

## 인구
탄생 후부터 제2차 세계대전 종전까지는 주로 도심부로부터의 소개자·복원병에 의해 인구가 증가하였으나, 종전 후에는 집단 취업 등으로 인해 도심부로 인구가 유출되어 인구가 감소하였다. 2003년 4월 1일 아시야스 촌이 5정 촌과 합병해 미나미알프스시가 된 후에는 야마나시 현 하에서 가장 인구가 적은 자치체였다. 인구가 1000명이 채 되지 않아 과소화가 진행되고 젊은 층의 유출이 심각하며 고령화가 진행되었다. 이를 막기 위해 마을 내 거주를 목적으로 1983년·1984년·1989년 교원주택, 나아가 2001년 가미아시강에 마을영주택을 완공하였다. 또한 1988년 산촌유학사업을 시작하여 마을영주택이 건설되고 초중학생 11명·교원 20명이 입주하여 마을주민이 되었다.

## 역사
- 1941년 8월 1일 - 가미아시카와촌, 나카아시카와촌, 오슈쿠촌이 합병해 성립하였다.
- 1969년 3월 24일 - 촌장이 제정되었다.
- 1996년 7월 14일 - 교통 사망 사고 1만 일을 달성하였다.
- 2002년 10월 31일 - 교통 사망 사고 12300일을 달성하였다.
- 2006년 8월 1일 - 후에후키시에 편입되었다. 동일 아시가와촌은 폐지되었다.

## 행정
- 노자와케사 미유키 (野沢今朝幸)

## 교통

### 철도
- 동일본 여객철도 주오 본선

### 도로
- 국도 제358호선